# D.J. Swearinger
Dayarlo Jamal Swearinger Sr., detto D.J. (Greenwood, 1º settembre 1991), è un giocatore di football americano statunitense che milita nel ruolo di safety per i DC Defenders della United Football League (UFL). Fu scelto nel corso del secondo giro (57º assoluto) del Draft NFL 2013 dagli Houston Texans. Al college ha giocato a football alla University of South Carolina.

## Carriera

### Houston Texans
Considerato una delle migliori safety disponibili nel Draft 2013, Swearinger fu scelto nel corso del secondo giro dagli Houston Texans. Debuttò come professionista nella settimana 1 contro i San Diego Chargers mettendo a segno 2 tackle. Il primo intercetto in carriera lo fece registrare nella settimana 10 su Carson Palmer degli Arizona Cardinals. La sua stagione da rookie si concluse con 71 tackle, un intercetto e un fumble forzato disputando tutte le 16 partite, 10 delle quali come titolare.
Nella prima partita della stagione 2014, Swearinger mise a segno il primo sack in carriera, oltre a forzare un fumble, nella vittoria sui Washington Redskins. La sua seconda annata si chiuse con 73 tackle, 2 intercetti e 3 fumble forzati.

### Tampa Bay Buccaneers
Dopo essere stato svincolato dai Texans l'11 maggio 2015, il giorno successivo Swearinger firmò coi Tampa Bay Buccaneers.

### Washington Redskins
Il 9 marzo 2017, Swearinger firmò con i Washington Redskins.

### Arizona Cardinals
Nel 2019 Swearinger firmò con gli Arizona Cardinals.